# Weymouth
Weymouth – miasto w południowej Anglii, w hrabstwie Dorset, w dystrykcie (unitary authority) Dorset, położone nad ujściem rzeki Wey do kanału La Manche. Miasto stanowi ośrodek wypoczynku letniego, jest także głównym ośrodkiem Wybrzeża Jurajskiego. W 2011 roku Weymouth liczyło 52 323 mieszkańców.
Podczas Letnich Igrzysk Olimpijskich w 2012 roku odbywały się tam zawody żeglarskie.

## Weymouth F.C.
W 1890 w mieście został założony klub piłkarski Weymouth F.C. W latach 1986–1989, 2006–2009 i 2020–2022 uczestniczył w rozgrywkach Conference National oraz National League, stanowiących piąty poziom ligowy w Anglii.